# ديلان ناهي
ديلان ناهي (بالفرنسية: Dylan Nahi)‏ (مواليد 30 نوفمبر 1999) هو لاعب كرة يد فرنسي يلعب في نادي باريس سان جيرمان ومنتخب فرنسا.

## روابط خارجية
- ديلان ناهي على موقع الاتحاد الأوروبي لكرة اليد (الإنجليزية)
- ديلان ناهي على موقع الاتحاد الفرنسي لكرة اليد (الفرنسية)
- ديلان ناهي على موقع اللجنة الأولمبية الفرنسية (مؤرشف) (الفرنسية)